# Isola di San Esteban
L'isola di San Esteban (Spagnolo:isla San Esteban; Seri: Coftéecöl /koɸˈtɛːkʷɬ/ oppure Hast /ʔast/) è una piccola isola nel golfo di California, in Messico, situata a sud-ovest, dell'isola di Tiburón. Fa parte del comune di Hermosillo dello stato di Sonora e ha un'estensione di circa 39.773 km² (15.356 sq mi) ed è la quindicesima isola più grande del Messico. Un tempo l'isola fu abitata dalla popolazione Seri.

## Fauna
L'isola di San Esteban ospita numerose specie trovate solo in poche altre isole, come ad esempio la lucertola chuckwalla (Sauromalus varius), il chuckwalla spinoso (Sauromalus hispidus) e l'iguana dalla coda spinosa (Ctenosaura conspicuosa).